# Ильяска
Ильяска — река в России, протекает по Челябинской области. Устье реки находится в 25 км по правому берегу реки Большая Караганка. Длина реки составляет 37 км. В 18 км от устья по левому берегу впадает река Кипчак.

## Данные водного реестра
По данным государственного водного реестра России относится к Уральскому бассейновому округу, водохозяйственный участок реки — Урал от Магнитогорского гидроузла до Ириклинского гидроузла, речной подбассейн реки — подбассейн отсутствует. Речной бассейн реки — Урал (российская часть бассейна).
Код объекта в государственном водном реестре — 12010000312112200002240.